# Pinolillo
Pinolillo es una bebida dulce tradicional nicaragüense elaborada principalmente de maíz blanco tostado con el agregado de una proporción de semillas de cacao también tostadas más especias como la canela en rajas, la pimienta de Chiapas o de Chapas y el clavo de olor, luego todo es molido finamente. La bebida generalmente tiene una textura ligeramente espesa y arenosa con un olor agradable que despierta el paladar. Tradicionalmente es servida en las llamadas jícaras o "cumbos", recipientes artesanales elaborados con la dura cáscara de los frutos del árbol de jícaro, los cuales son decoradas a mano con grabados de flores y paisajes que las convierten en verdaderas obras de arte conocidas como jícaras de filigrana que son muy apreciadas por los turistas extranjeros y los mismos nicaragüenses. 
El pinolillo tiene diversas formas de ser consumido; por ejemplo, algunas personas le agregan leche.
Tanto en Nicaragua como en Costa Rica está relacionado con el pinole mexicano y el gofio canario hecho a base de trigo.

## Pinol
Al maíz blanco tostado y molido también se le conoce con el nombre de "pinol blanco", el cual además de servir de bebida, es frecuentemente utilizado como empanizador para freír pescados o en la preparación de comidas típicas nicaragüenses como el: "pinol de iguana".

## Tibio
Otras variantes de esta bebida es el "tibio", para acompañar sus desayunos; o bien, como bebida caliente vespertina en noches de lluvia. Esta es una bebida hecha a base de pinol blanco o pinolillo que se toma caliente y más espesa de lo normal. En algunos lugares sustituyen el agua por leche.
Según la costumbre, las mujeres que recién dieron a luz deben alimentarse con alimentos "livianos" y el tibio es uno de los más aconsejados. Se dice que ayuda a que a la mujer le "baje" la leche para amamantar al recién nacido. Generalmente se acompaña la ingesta de tibio con tortilla con cuajada o queso seco, para que, según la creencia popular la mujer no "agarre aire".

## Tiste
Una bebida similar es el Tiste. Esta también es una bebida a base de maíz y cacao, pero a diferencia del pinolillo lleva 
una proporción mayor de cacao y en la región de occidente (León y Chinandega) suelen añadirle tortilla "amanecida" en trozos que son remojados en agua y luego molidos en la mano de piedra para darle mayor consistencia.
En el oriente de Guatemala, principalmente en el departamento de Chiquimula, se consume una bebida típica llamada "fresco de tiste" cuyos ingredientes son cacao, maíz, achiote y azúcar de caña al gusto.

## Gofio
También es usado para producir un dulce típico llamado gofio que se prepara con pinolillo y raspadura o "atado de dulce" hecho a partir del guarapo cocido de la caña de azúcar (no confundirlo con el Gofio canario). 
El gofio nicaragüense se acostumbra comer sobre todo en las fiestas de diciembre, especialmente durante La gritería. En algunas regiones acostumbran a agregar jengibre al gofio, lo cual le da un ligero sabor picante.

## El pinolillo en la cultura nicaragüense
- El consumo del pinolillo es tan difundido y tradicional que se ha convertido en uno de los símbolos de la nacionalidad nicaragüense. Los nicaragüenses a menudo se refieren a sí mismos como "pinoleros",[2] gentilicio coloquial y con orgullo, por ejemplo en frases como "¡Soy tan nica como el pinol!".

- La frase patriótica "Soy puro pinolero; ¡nicaragüense por gracia de Dios!" es frecuentemente usada. La frase proviene de la canción patriótica «Nicaragua mía» de Tino López Guerra.[3]

- En las canciones del folclor popular es muy común la referencia al pinol, como por ejemplo en las canciones "Somos hijos del Maíz" de Luis Enrique Mejía Godoy o en "Soy nicaragüense, güegüense" de Carlos Mejía Godoy.

- También es común su uso en refranes o dichos populares como "El que siembra su maíz, que se coma su pinol" o "El que tiene más galillo, traga más pinol" referida en la canción "Panchito Escombros" de Carlos Mejía Godoy.[4]